# Metro 2033 (videójáték)
A Metro 2033 túlélőhorror first-person shooter, Dmitry Glukhovsky azonos című posztapokaliptikus regényének videójáték-adaptációja, melyet a 4A Games fejlesztett és a THQ jelentetett meg 2010 márciusában. A játékos Artyomot, a játék főhősét irányítja.

## Cselekmény
2033-ban Moszkvában körülbelül 50 000 ember élte túl az atomháborút. A túlélők a moszkvai metro hálózatban találtak menedékre, itt alakul ki egy disztópikus "civilizáció" és társadalom, az emberiség utolsó megmaradt élettere. A felszín súlyosan sugárfertőzött, rendkívül szélsőséges időjárási viszonyok uralkodnak és számtalan veszélyes mutáns faj portyázik. A metróban szinte minden állomás egy-egy kisebb városállam, vagy több állomás egy-egy frakció irányítása alatt áll. A RedLine (Szovjet kommunizmus), Reich (Neonáci 4. birodalom), a hanza (sok állomás kereskedelmi szövetsége), és több független vagy fél független közösség létezik a földalatti civilizációban.  A VDNH állomást veszélyes mutánsok ostromolják: a Sötét lények. Egy nap megjelenik a titokzatos Hunter, és arra kéri Artyomot, hogy jusson el a metró szívébe, a Poliszba, és adjon át egy üzenetet Millernek, a Spártaiak vezetőjének.
A VDNH-tól a Riga állomásig tartó úton megtámadja őket egy mutánsfalka, de sikeresen lerázzák őket. Rigán Artyom találkozik Bourbonnal, aki felajánlja neki segítségét, hogy eljusson a Proszpekt Mira állomásra. A Proszpekt Mira után felmennek a felszínre, ahol nagy mutáns támadás után visszatérnek egy másik állomásra ahol Bourbont elkapják és megölik a banditák. Artyom ezután találkozik a rejtélyes Kánnal, akivel egy filozofikus és misztikus út után eljutnak egy mutáns támadás alatt álló állomásra. Itt beomlasztatja Artyommal az egyik alagutat. Artyom elmondja Kánnak, hogy el kell jutnia a Poliszba.
Kán megmutat egy titkos átjárót a neonáci Negyedik Birodalom területére.

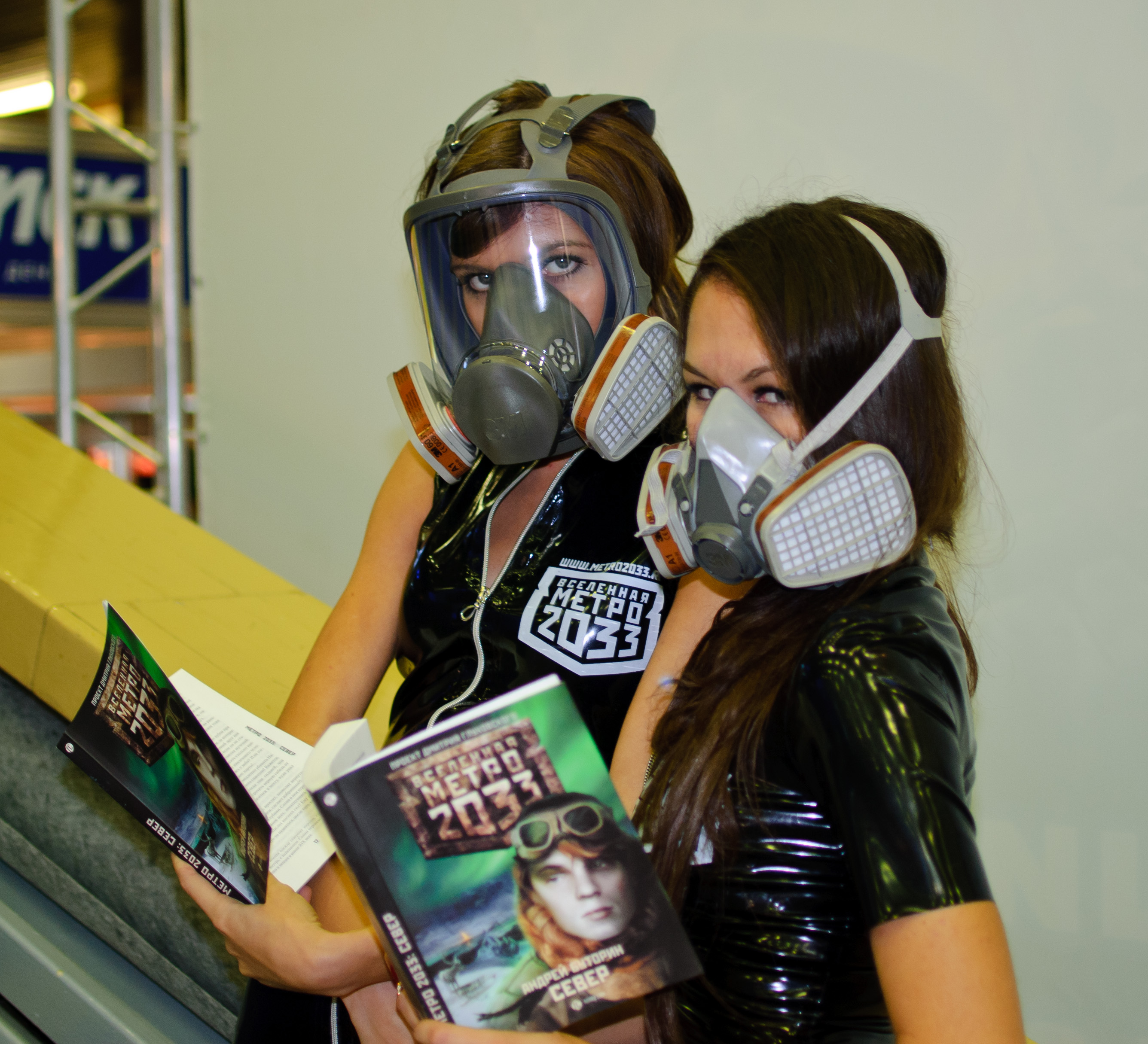
A videojáték-adaptáció promóciós modelljei a könyv példányaival az IgroMir 2010-en

Ezután a főhős megszökik a kommunista Vörös Vonalra, ahol el akarják fogni őt, de a helyi kovács segítségével kicsempészik az állomásról hogy átjuthasson a frontvonalon. A nácik elkapják nem sokkal utána, de míg azon értekeznek mit tegyenek Artyommal, 2 spártai portyázó leölve őket kimenekítik őt. 
Pavelt később aki segített őt kiszabadítani, mutánsok végzik ki egy kézi hajtású kocsin, így kénytelen egyedül folytatni útját. Találkozik a Föld Mélyének gyermekeivel, megjárja a borzalmas Paveleckaját, és végül eljut a Poliszba. Ott részt vesz a Tanácson, ahol elküldik őt Millerrel és egy néhány másik elit katonával a Lenin Könyvtárba, ahonnan visszaszerzi a D–6 tervrajzait. A spártai csapattal újrakapcsolják a D–6-ot, és élesítik a rakétákat, amellyel el akarják pusztítani a Botanikus Kertet, a Sötétek fészkét. Elmennek az osztankinói tévétoronyhoz, ahol kihelyezik a rakéták irányításához szükséges lézert.
A játékos karmapontjai befolyásolják a befejezést.

## Fordítás
- Ez a szócikk részben vagy egészben  a   Metro 2033 (videogame) című angol Wikipédia-szócikk fordításán alapul.  Az eredeti cikk szerkesztőit annak laptörténete sorolja fel. Ez a jelzés csupán a megfogalmazás eredetét és a szerzői jogokat jelzi, nem szolgál a cikkben szereplő információk forrásmegjelöléseként.